# Берёзовский район Верхне-Камского округа Уральской области

Березовский район — административно-территориальная единица Верхне-Камского округа, Уральской области, существовавшая в 1924—1934 годах.

## История
Березовский район был образован в январе 1924 года. Районный центр — село Березовка. 
10 июня 1931 года район был ликвидирован. Однако уже 20 октября 1931 года район был восстановлен в прежних границах.
В 1934 году Березовский район был ликвидирован. Его территория поделена между Березниковским и Чердынским районами.

## География
Район расположен в западной части Верхне-Камского округа. Граничит с Чердынским, Соликамским, Ленвинским и Майкорским районами округа, а также Косинским районом Коми-Пермяцкого национального округа.
Площадь района — 2,9 тыс.км²., представляет собой холмистую равнину, пересеченную правобережными притоками реки Камы: Кондасса, Уролки, Сумич и др. В северной части района имеются заболоченные пространства.

## Население
Население района в 1926 году составляло 16,3 тыс. человек. Из них русские — 98,7 %; коми-пермяки — 1,1 %. Дети школьного возраста составляют - 7,3%, грамотность населения 25,7%

## Экономика
Крупной промышленности нет. В мелкой промышленности занято 226 человек, преимущественно обслуживающие потребительские нужды местного населения. Выделяются среди других: пимокатный, мельничный и кузнечный промыслы.

## Сельское хозяйство
Сельское хозяйство района является потребляющим, собственным хлебом покрывается около 98% местных потребностей. Полеводство составляет главное направление, основные культуры: озимая рожь - 48,6%, овес - 39,2%. Из второстепенных культур выделяются посевы травы - 2,7% и льна 2,5%. Посевы клевера имеют большое значение.  
На одно хозяйство приходится: рабочих лошадей - 1,3%, коров - 2%, взрослых овец - 3,2%  

## Климат
Средняя годовая температура колеблется в пределах от 0 до 0,5 градусов, количество осадков от 400 до 500 мм.

## Транспорт
Транспортная сеть района развита слабо. По территории проходит трактовая дорога Чердынь — Коса — Кай.